# Koulogon Habbé
Koulogon Habbé es una comuna o municipio del círculo de Bankass de la región de Mopti, en Malí. En abril de 2009 tenía una población censada de 14 511 habitantes.
Se encuentra ubicada en el centro del país, junto a la frontera con Burkina Faso.